# Marie-Joseph Lagrange
Marie-Joseph Lagrange (egentligen Albert Marie Henri), född 7 mars 1855, död 10 mars 1938, var en fransk katolsk teolog.
Lagrange var dominikanermunk och blev 1890 professor i Nya Testamentets exegetik i den av honom 1890 grundade École biblique i Jerusalem. 1902 blev han ledamot av påvliga bibelkommissionen. Som exeget företrädde Lagrange en så radikal kritisk ståndpunkt som kyrkans dogmer tillät. Tillsammans med Pierre Batiffol grundade han 1892 Revue biblique.